# Rosulabryum keniae
Rosulabryum keniae là một loài Rêu trong họ Bryaceae. Loài này được (Müll. Hal.) Ochyra mô tả khoa học đầu tiên năm 2003.